# Bornheim (Hesse rhénane)
Pour les articles homonymes, voir Bornheim (homonymie).
Bornheim est une municipalité allemande située dans le land de Rhénanie-Palatinat et l'arrondissement d'Alzey-Worms.

## Personnalités liées à la ville
- Ludwig Biewer (1949-), historien né à Bornheim.